# Buxeuil (Indre)
 Buxeuil  es una población y comuna francesa, en la región de  Centro, departamento de Indre, en el distrito de Issoudun y cantón de Vatan.

## Demografía
| 377 | 322 | 271 | 231 | 202 | 228 |
| Para los censos de 1962 a 1999 la población legal corresponde a la población sin duplicidades (Fuente: INSEE [Consultar]) |     |     |     |     |     |